# Брузадац (Белуно)
Брузадац (итал. Brusadaz) је насеље у Италији у округу Белуно, региону Венето.
Према процени из 2011. у насељу је живело 64 становника. Насеље се налази на надморској висини од 1375 м.